# Зевсові
Зевсові, або Сонцевикові (Zeidae) — родина риб ряду Зевсоподібні (Zeiformes). Свою наукову назву, а згодом і одну з українських, дістала від назви Зевса (грец. Zeus), верховного бога грецької міфології. Крупні морські риби. Поширені у Атлантиці, Індійському і Тихому океанах. Родина містить лише шість видів риб в двох родах. Всі види є важливими об'єктами промислу, а деякі, такі як сонцевик звичайний (Zeus faber) — об'єкт акваріумістики.